# The Amazons (album)
The Amazons is het debuutalbum van de gelijknamige Britse alternatieve-rockband The Amazons. Het album werd uitgebracht op 26 mei 2017 onder het label Fiction Records. Na de uitbrengst van het album werd er al snel een Deluxe edition van het album uitgebracht, wat 6 akoestische nummer toevoegd aan de originele 11 nummers.

## Achtergrond
Voorafgaand aan het album werden vijf singles uitgebracht. Het openingsnummer "Stay With Me" staat op de soundtrack van de voetbalsimulatiegame FIFA 18.

## Tracklist
| Nr.            | Titel                          | Duur  |
| -------------- | ------------------------------ | ----- |
| 1.             | "Stay With Me"                 | 3:15  |
| 2.             | "Burn My Eyes"                 | 4:18  |
| 3.             | "In My Mind"                   | 3:50  |
| 4.             | "Junk Food Forever"            | 3:46  |
| 5.             | "Raindrops"                    | 4:46  |
| 6.             | "Black Magic"                  | 4:31  |
| 7.             | "Ultraviolet"                  | 3:38  |
| 8.             | "Little Something"             | 4:05  |
| 9.             | "Holy Roller"                  | 3:56  |
| 10.            | "Something In The Water"       | 4:53  |
| 11.            | "Palace"                       | 3:46  |
| Totale duur:   | Totale duur:                   | 44:44 |
| Deluxe edition |                                |       |
| Nr.            | Titel                          | Duur  |
| 12.            | "In My Mind (Acoustic)"        | 4:23  |
| 13.            | "Raindrops (Acoustic)"         | 4:33  |
| 14.            | "Junk Food Forever (Acoustic)" | 3:16  |
| 15.            | "Little Something (Acoustic)"  | 3:29  |
| 16.            | "Black Magic (Acoustic)"       | 4:02  |
| 17.            | "Ultraviolet (Acoustic)"       | 3:45  |
| Totale duur:   | Totale duur:                   | 68:12 |

## Bezetting
- Matt Thomson – zang, gitaar
- Chris Alderton – gitaar
- Elliot Briggs – bass gitaar
- Joe Emmett – drums